# Assedio di Oshi
L'assedio di Oshi (忍城の戦い? Oshi-jō no tatakai) fu una delle tante battaglie della campagna di Toyotomi Hideyoshi contro il clan Hōjō durante il periodo Sengoku.

## L'assedio
Il castello di Oshi era la roccaforte del clan Narita nel centro-nord della provincia di Musashi. I Narita erano originalmente vassalli del ramo Ogigayatsu-Uesugi e sotto la guida di Narita Akiyasu completarono il castello di Oshi nel 1479 circa. Il castello era costruito sopra una piccola elevazione vicino al fiume Tone, con acquitrini e paludi nei dintorni come parte del sistema difensivo, che ne faceva come una delle sette fortezze più importanti della regione del Kantō.
I Narita divennero vassalli degli Hōjō nel 1546 dopo la sconfitta degli Uesugi nella battaglia di Kawagoe. Nel 1560 Uesugi Kenshin invase la zona in aiuto di Uesugi Norimasa, il Kantō Kanrei (vice-shogun della regione del Kantō) ufficiale, causando la rinuncia di Narita Nagayasu ad ogni legame con gli Hōjō. Tuttavia, dopo un litigio con Kenshin, l'infuriato Nagayasu ritornò ad allearsi con gli Hōjō, e di conseguenza la città castello fu incendiata da Kenshin nel 1574. Durante l'assedio di Odawara Toyotomi Hideyoshi mandò il suo anziano servitore Ishida Mitsunari in spedizione contro i castelli ancora leali agli Hōjō. Tre giorni dopo aver conquistato il castello di Tatebayashi, le forze Ishida di 23 000 uomini arrivarono ad Oshi. Narita Ujinaga, guida del clan, era ad Odawara con il grosso delle sue forze, lasciando la sua fortezza difesa da soli 619 samurai e circa 2 000 costritti locali, guidati da Narita Nagachika, da sua figlia Kaihime e dal giovane fratello Narita Ujichika.
Durante l'assedio la guarnigione respinse numerosi attacchi, incluso un tentativo d'inondazione copiato dal famoso assedio di Takamatsu di Hideyoshi. Nonostante l'imponente costruzione di 28 chilometri di dighe e di piogge torrenziali, il castello resistette per oltre un mese ed i suoi difensori si arressero solo dopo che vennero a conoscenza della sconfitta del loro signore ad Odawara.
Dopo questa battaglia il castello di Oshi prese la fama di “castello fluttante”, ma cosa molto più importante, Mitsunari dimostrò a molti di essere un comandante di dubbia qualità, la quale risultò fatale anni più tardi per la scarsa fiducia che ponevano in lui molti daimyō. Questo fu determinante dopo la morte di Toyotomi Hideyoshi e contribuì alla sua sconfitta nella battaglia di Sekigahara del 1600.

## Nella cultura di massa
Il film “The Floating Castle” (2012) di Shinji Higuchi e Isshin Inudo è una commedia-dramma di questi eventi.